# Титанові сплави

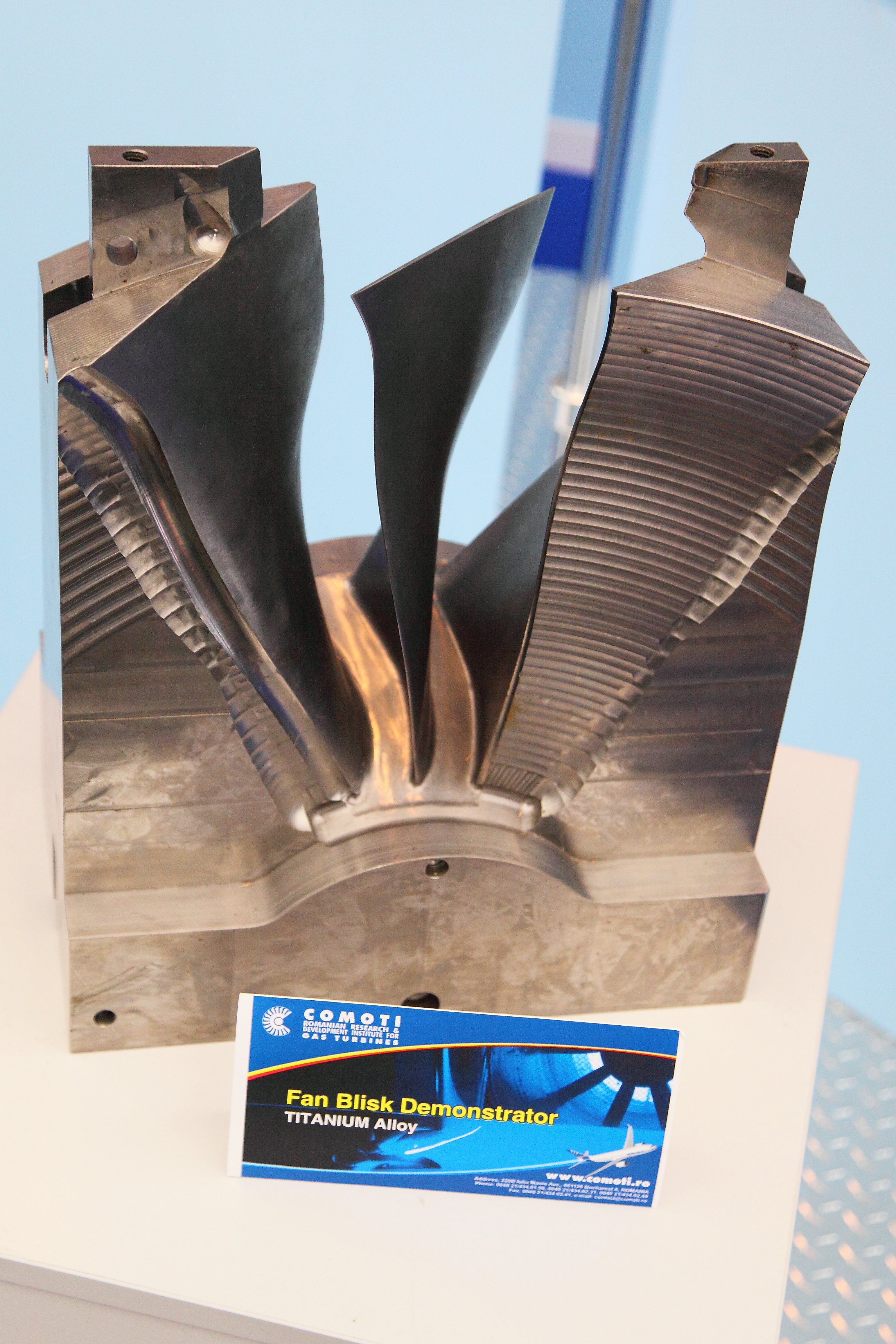
Демонстраційний зразок фрагмента моноколеса вентилятора турбіни, виготовленого з титанового сплаву (Румунський НДІ газових турбін)

Тита́нові спла́ви (англ. titanium alloys) — сплави на основі титану з добавками алюмінію, олова, мангану, молібдену, заліза, хрому, ванадію, кобальту, міді, вольфраму та інших елементів. Відзначаються високою механічною міцністю, жароміцністю, значною корозійною стійкістю в агресивних середовищах, багато які з них — доброю зварністю.

## Хімічний склад
Легувальні елементи утворюють з титаном тверді розчини заміщення або інтерметаліди типу TixMey, а домішки (гідроген, азот, карбон, оксиген) — тверді розчини проникнення або хімічні сполуки (гідриди, нітриди, карбіди й оксиди).
Найістотніше підвищують міцність (з одночасним зниженням пластичності) титанових сплавів Fe, Mn, Cr і Mo. Як мікродобавки застосовуються Pd (до 0,2%) для підвищення корозійної стійкості і В (до 0,01%) для подрібнення зерна.
Легувальні добавки мають різну розчинність в алотропічних модифікаціях α- і β-Ti і змінюють температуру α/β -перетворення. Алюміній, а також оксиген і азот, що переважно розчиняються в α-Ti, підвищують цю температуру по мірі збільшення їх концентрації, що веде до розширення області існування α-модифікації. Такі елементи називаються α-стабілізаторами. Карбон, азот і оксиген роблять титанові сплави крихкими, тому їхній масовий вміст обмежують сотими і тисячними частками відсотка.
Sn і Zr добре розчиняються в обох алотропічних модифікаціях титану і дуже мало впливають на температуру α/β-перетворення; вони належать до так званих нейтральних зміцнювачів. Елементи цієї групи поділяють на β-ізоморфні (ванадій, молібден, ніобій, тантал) і β-евтектоїдні стабілізатори (хром, марганець, залізо, мідь, нікель, кобальт). β-ізоморфні стабілізатори, як і β-титан, мають об'ємоцентровану кубічну ґратку і здатні необмежено розчинятися у ньому. Коли концентрація ізоморфних стабілізаторів висока, β-твердий розчин у рівноважному стані зберігається аж до кімнатної температури
Всі інші добавки до промислових титанових сплавів переважно розчиняються в β-Ti, є β-евтектоїдними стабілізаторами й знижують температуру поліморфного перетворення титану. Їх розчинність в α і β-модифікаціях титану змінюється з температурою, що дозволяє зміцнювати сплави, які містять ці елементи, шляхом гартування та старіння. У сплавах титану з β-евтектоїдними стабілізаторами на лінії евтектоїдного перетворення при достатньо низькій температурі відбувається евтектоїдний розпад β-фази:
{\displaystyle \beta =\alpha +\gamma ,}
де γ — проміжна фаза TixMey.
Утворення евтектоїду (α+γ) істотно збільшує крихкість, що обмежує промислове використання сплавів з такою структурою. У рівноважному стані титанові сплави, леговані β-стабілізаторами, за кімнатної температурі можуть мати однофазну структуру α-твердого розчину низької концентрації, двофазну (α+β)-структуру при збільшенні концентрації β-стабілізаторів і однофазну β-структуру при високій концентрації β-ізоморфних стабілізаторів. У промисловості найчастіше застосовують сплави зі структурами α й (α+β).
Через поліморфізм титану і його здатність утворювати тверді розчини й хімічні сполуки з багатьма хімічними елементами діаграми стану титанових сплавів мають велику різноманітність. Проте в промислових титанових сплавах концентрація легувальних елементів, зазвичай, не виходить за межі твердих розчинів на основі α-Ti та β-Ti і металідні фази зазвичай не спостерігаються.
В нелегованому титані, а також в сплавах титану з α-стабілізаторами і нейтральними зміцнювачами неможливо зафіксувати високотемпературну β-модифікацію шляхом гартування через наявність мартенситного перетворення, в результаті якого утворюється вторинна α-фаза голчастої форми. У сплавах же з β -стабілізаторами можна, залежно від концентрації, зафіксувати будь-яку кількість β-фази аж до 100%. На суцільну β -структуру можуть гартуватися подвійні сплави, що містять не менше 4% Fe, 7% Mn, 7% Cr, 10% Мо, 14% V, 35% Nb, 50% Ta. Вказані концентрації називаються критичними. У загартованих сплавах докритичного і критичного складів (β-фаза є нестабільною і при подальшій низькотемпературній обробці (старінні) розпадається з утворенням дисперсних виділень вторинної α-фази, що дає ефект зміцнення. У сплавах закритичного складу (наприклад, Ti — 30% Мо) утворюється стабільна β-фаза й ефекту зміцнення не спостерігається.

## Класифікація сплавів
За механічними характеристиками титанові сплави поділяють на маломіцні (високопластичні), середньої міцності та високоміцні а за фізико-хімічними властивостями на жароміцні і корозієстійкі. За технологічною ознакою титанові сплави поділяють на деформівні, ливарні, та порошкові.
За рівноважною структурою (після відпалювання) титанові сплави поділяють на три основні групи: α -сплави, (α+β)-сплави (двофазні) та β-сплави. Сплави першої групи (α-сплави) пластичні, але мають меншу міцність, а третьої групи (β-сплави) найміцніші, але мають меншу пластичність. Найкращий комплекс механічних і технологічних властивостей мають двофазні (α+β)-сплави. Вони є міцнішими, ніж однофазні, добре куються і штампуються, піддаються термічній обробці. Тому, як конструкційний матеріал, переважно застосовуються двофазні (α+β)-сплави.
Маркуються титанові сплави літерами ВТ і числом (порядковий номер), наприклад ВТ5, ВТ15, ВТ20 тощо

### Титанові деформівні сплави
Більшість титанових сплавів конструкційного призначення легують алюмінієм, який підвищує їх жорсткість, міцність, жароміцність і жаротривкість, а також знижує густину. Механічні властивості титанових сплавів поліпшують термомеханічним обробленням.
α-титанові сплави (ВТ1-00,BT1-1, BT5, BT5-1) термічною обробкою не зміцнюються. Їх зміцнення досягається легуванням твердого розчину і пластичним деформуванням. До цієї групи належить сплав ВТ5-1, який має добру зварність, жароміцність, кислотостійкість, пластичність при низьких температурах, термічну стабільність за температур до 450 °C. До складу цього сплаву входять ~5%Al і ~2,5%Sn. Олово додають у сплав для поліпшення його технологічних і механічних властивостей. Механічні властивості даного сплаву: σв=800…1000 МПа, δ=10…15%. Зі сплаву ВТ5-1 виготовляють листи, поковки, труби, дріт, профілі.
Псевдо-α-сплави (ОТ4-0, ОТ4-1, ОТ4-2, ВТ18, ВТ20) можуть загартовуватись з утворенням титанового мартенситу, як твердого розчину легувальних елементів в α-титані. Мартенсит у псевдо-α-сплавах має невеликий ступінь пересичення. Зміцнення сплаву при цьому є незначним.
(α+β)-сплави (мартенситного класу: ВТ6, ВТ3-1, ВТ8, ВТ9, ВТ14, ВТ16, ВТ23, ВТ 33, перехідного класу: ВТ22, ВТ30) зміцнюються термічною обробкою, що складається із гартування і старіння. Їх зварюваність гірша, ніж α-сплавів. Типовим представником цієї групи є сплав ВТ6, який характеризується оптимальним поєднанням технологічних і механічних властивостей. Хімічний склад сплаву ВТ6: ~6%Al, ~4%V, решта Ті, механічні властивості: σв=1100…1250 МПа, δ =6%.
До двофазних сплавів належить жароміцний сплав ВТ8, який призначений для довготривалої роботи за температур 450…500 °C під навантаженням. Хімічний склад сплаву ВТ8: ~6,4%Al, ~3,1%Mg, ~3%Si, механічні властивості: σв=1000…1250 МПа, δ=9…11%.
β-сплави за усіх температур мають структуру β-фази. Термічним обробленням не зміцнюються.
Псевдо-β-титанові сплави (ВТ15, ВТ32) характеризуються високим вмістом β-стабілізаторів, високою пластичністю у загартованому стані та високою міцністю після старіння. При загартуванні псевдо β-сплавів фіксується метастабільна β′-фаза. При старінні з β′ виділяється дрібнодисперсна α-фаза, яка суттєво підвищує міцність і твердість сплаву. До цієї групи належить сплав ВТ15, який має високу пластичність (δ=20%) і відносно невисоку міцність (σв=900 МПа) у загартованому стані. Однак після старіння при 450 С його міцність підвищується до σв=1500 МПа при пластичності δ=6%. Сплав ВТ15 поставляється у вигляді прутків, поковок, листів, штаб. Хімічний склад сплаву ВТ15: ~3%Al, ~8%Mo, ~11%Cr.

### Ливарні титанові сплави
Ливарні сплави у порівнянні зі сплавами, що деформуються, мають нижчу міцність, пластичність і витривалість, але є дешевшими. Їх склад аналогічний складу сплавів, що деформуються, тільки наприкінці марки ливарних сплавів ставлять літеру Л, наприклад, ВТ5Л, ВТ14Л.

### Порошкові сплави титану
Порошкові сплави отримують методом порошкової металургії, що забезпечує зниження їх вартості приблизно на 50% і підвищення продуктивності виготовлення виробів у два рази.

## Оброблення
Оброблення титанових сплавів — низка технологічних процесів, пов'язаних із використанням методів і способів обробки сплавів на основі титану у закінчені вироби або елементи машин із застосуванням відповідного обладнання, верстатів, інструментів та режимів впливу на об'єкт обробки.

### Механічна обробка[4]
Висока хімічна активність титану при підвищених температурах, низька теплопровідність і здатність створювати в’язку ненавиваючуся стружку  ускладнює механічну обробку титану. Висока температура в місці контакту інструменту і заготовки призводить до подовження стружки і газонасищення  металу, наслідком чого є втрата пластичності. В результаті площа контакту стружки і передньої поверхні різця зменшується, при цьому в місці контакту зростає тиск і температура. В таких умовах відбувається налипання титану на ріжучу поверхню і періодичний зрив наросту під тиском нової стружки. Зриви наросту призводять до виривання мікрочастинок твердого сплаву ріжучого інструменту, наслідком чого є втрата геометричних розмірів і ґвалтовний зріст сил різання і температури.
Для зменшення температури застосовується інтенсивне охолодження, малі швидкості різання з великими подачами і глибиною різання. Інструмент повинен мати високу чистоту обробки граней, велику міцність і малий виліт з різцетримача. Різання здійснюється інструментом з пластинами з твердого сплаву ВК6М, для чистової і напівчистової обробки допускається використання твердого сплаву ВК2. Також обробку можна здійснювати інструментом зі сталей класифікованих як швидкоріжучі (HSS, HS). Для охолодження застосовуються емульсії звичайного складу.
Точіння. Для токарної обробки пластично оброблених (кованих, штампованих) заготовок найкращі результати досягаються із застосуванням плитки зі сплаву ВК8. Для чорнової обробки рекомендовані геометричні розміри різця: передній кут γ = 0, задній кут α = 12°, головний кут в плані ϕ1 = 45°, допоміжний кут в плані ϕ = 14°. Швидкість різання повинна складати ϑ = 25 — 35 м/хв, подача s = 0,5 — 0,8 мм/об, глибина різання  t = 2 мм. Для чистової обробки рекомендовано використовувати різці з пластинами зі сплаву ВК6М, з наступною геометрією граней: γ = 8 — 10°; α = α1 = 10°; ϕ1 = 45°; ϕ = 15°; λ = 7°; γфас = — 5°; fфас = 0,5 мм; r = 0,5 мм. Граничною величиною зносу приймається зношення по задній поверхні hз = 0,4 — 0,5 мм. При перевищенні вищевказаного параметру, якість обробленої поверхні суттєво погіршується.
Фрезеруваня. Порівняно з токарною обробкою, фрезерування титану додатково ускладнено фактором удару зубу інструменту при вході в заготовку і зміною товщини зрізу в залежності від кута повороту фрези. В таких умовах небезпеку представляє схватування металу з зубами фрези, що призводить до їх пошкоджень. Для запобігання схватування необхідно застосувати попутне фрезерування з інтенсивним охолодженням. При торцевому фрезеруванні титану і його сплавів заготовку необхідно зміщувати в сторону виходу зубу фрези. При несиметричному фрезеруванні стійкість фрези збільшується в 3 — 4 рази. При фрезуванні рекомендовано використовувати пластини зі сплаву ВК6М. Швидкість різання повинна складати 40 — 60 м/хв, подача на один зуб sz = 0,05 — 0,15 мм/зуб при зміщенні фрези в межах 0,05 — 0,1. При виборі охолоджувальної емульсії варто врахувати, що для зменшення зносу фрез крім відведення тепла необхідно забезпечити зменшення коефіцієнту тертя між поверхнями. Кращі результати запевняє веретенне масло, сульфофрезол, мінеральне графітоване масло. 
Свердління титану також має певні специфічні особливості. Швидкість різання змінюється від 0 в центрі до максимальної на периферії ріжучої окрайки. Неправильний вибір свердла і параметрів обробки призводить до налипання металу і збивання в рівцях свердла наслідком чого є збільшення опору різання аж до знищення інструменту. Для свердління титану належить використовувати свердла зі швидкоріжучих сталей чи з напайкою пластин з твердого сплаву ВК8 з робочою довжиною, яка дорівнює 2 — 5 діаметрам. Швидкість різання твердосплавними свердлами повинна складати 30 — 50 м/хв, швидкоріжучими — 15 — 20 м/хв. Подача для свердл діаметром до 10 мм складає 0,03 — 0,06 мм/об; для свердл діаметром 10 — 20 мм з твердосплавною напайкою — 0,04 — 0,1 мм/об. Подача для свердл з швидкоріжучих сталей на 20 — 30% менше. Для охолодження застосовується 5%-ва емульсія.
Розвірчування. Для обробки точних отворів в деталях з титану і його сплавах застосовуються розвертки зі швидкоріжучих сталей або із ріжучими поверхнями з твердого сплаву ВК8 і ВК4. Геометрія інструменту і режими різання підбираються індивідуально, в залежності від геометрії оброблюваного отвору і технічних можливостей верстата. Для зменшення викришування ріжучого вістря ширина калібруючої стрічки вибирається в границях 0,1 — 0,15 мм, а кут забірного конусу ϕ = 3 — 5°. Глибина різання при розвірчування визначається в залежності від відхилень геометричної форми оброблюваного отвору і товщини шару деформаційно зміцненого металу. Варто підкреслити, що калібруюча частина розвертки повинна працювати поза верствою деформаційного зміцнення. Швидкість різання для розверток зі швидкоріжучої сталі повинна складати ϑ = 2,0 — 2,5 м/хв, подача s0 = 0,05 — 0,2  мм/об, глибина різання t = 0,05 — 0,1 мм.  Для розверток з твердого сплаву: ϑ = 10 — 15 м/хв, s0 = 0,1 — 0,2  мм/об, t = 0,05 — 0,15 мм. Охолодження здійснюється 5% розчином емульсола в воді, сульфофрезолом, олеїновою кислотою.
Нарізання різьби є найбільш складним процесом механічної обробки титанових деталей. Якщо нарізання зовнішньої різьби мало чим відрізняється від технології точіння, то нарізання внутрішньої різьби мітчиком значно ускладнено, через одночасний контакт з матеріалом як всіх зубів, так і допоміжних поверхонь та складності підведення охолоджуваної рідини. В результаті збігу вищенаведених факторів, під час роботи, металева стружка налипає на задні поверхні мітчика, що спричиняє защемлення зубів, збільшує сумарний крутячий момент, необхідний для роботи, що призводить до поломки інструменту.
Мітчики для обробки титану і його сплавів найчастіше виготовляють з поліпшених швидкоріжучих сталей Р9К5, Р9Ф5, Р10К5Ф5, Р18Ф4К8М або твердих сплавів. Мітчики стандартної конструкції і геометрії непридатні до обробки титану. Хороший результат показує застосування корегованих мітчиків, які мають кут профілю менше кута профілю нарізуваної різьби. При такому профілі виникають зазори між металом і боковими поверхнями ріжучих зубів, в зв’язку з чим зменшуються сили тертя, защемлення зубів і охолоджувально-мастильна рідина легше проникає до зони різання. Бажаний профіль різьби отримується в результаті зворотної конусності по середньому діаметру мітчика. При нарізанні стандартної метричної різьби (α0 = 60°) кут профілю мітчика повинен складати α1 = 55°. Оптимальна геометрія мечика: γ = 7°; α = 8 — 10°; ϕ = 2°30’ — 7°30’. Швидкість різання повинна складати 1 — 4 м/хв. В якості охолоджувально-мастильної рідини необхідно застосовувати олеїнову кислоту, окислений гас, або суміш 60% сульфофрезола, 25% гасу і 15% олеїнової кислоти.
Для стругання титану необхідно використовувати різці, оснащені твердосплавними плитками зі сплаву ВК8В. Параметри різання: для грубого стругання глибина різання t = 4 — 6 мм, подачу s = 0,5 — 1 мм/подвійний хід, швидкість ϑ = 8 — 12 м/хв; при чистовому струганні t = 2 — 3 мм, s = 0,2 — 0,3 мм/ подвійний хід, ϑ = 10 — 14 м/хв. 
Для якісного шліфування титану істотну роль відіграє матеріал абразиву. Найкращі результати дають матеріали хімічно інертні до титану, зокрема карбід кремнію і окис алюмінію. Шліфування здійснюється кругами зернистістю 25 — 16, твердістю СМ1 — СМ2. Швидкість круга ϑК = 20 — 25 м/с, швидкість деталі ϑД = 12 м/хв, s = (0,2 — 0,3)b мм/об (b — ширина круга), t = 0,02 — 0,03 мм. В якості охолоджувальної рідини застосовується 10% водний розчин нітриту натрію або 4% розчин бромистого калію. На виробництвах часто застосовується шліфування абразивною стрічкою, яке дає кращу якість поверхні, за рахунок більш рівномірного зношення абразиву і активного відведення тепла. Варто підкреслити, що сухе шліфування і охолодження маслянистими маслами не допускається, через легкозаймистість титанового пилу. Оптимальна швидкість обробки титана стрічкою 10 — 16 м/с.
Полірування титанових виробів здійснюється порошками карбіду кремнію №25 для чорнової обробки і №10 для чистової нанесеними на повстяний круг. Тонке полірування відбувається пастою. Швидкість круга – 20 — 25 м/с, при цьому досягається якість поверхні на рівні Rz = 0,63 мкм.

## Застосування
Титанові сплави застосовують як конструкційний матеріал в авіаційній (обшивка літаків, диски й лопаті компресорів тощо) і ракетно-космічній техніці (корпуси двигунів, балони для стиснутих і скраплених газів, сопла тощо), в хімічній і нафтовій промисловості (клапани, вентилі для середовищ хлору та його розчинів, теплообмінники, що працюють в азотній кислоті), суднобудуванні (гребні гвинти, обшивки морських суден, підводних човнів, торпед), холодильній (кріогенній) техніці тощо.